# Estée Lauder Companies

Estée Lauder Companies logo

Estée Lauder Companies är ett företag som tillverkar, marknadsför och säljer parfym, hudvårdsprodukter och smink. Företaget grundades 1946 av Estée Lauder.
År 1960 öppnades ett kontor i London. År 1964 presenterades Aramis doft för män.
År 2010 köpte företaget Smashbox Beauty Cosmetics, Inc.
Den 15 november 2022 meddelade Estée Lauder Companies att man skulle köpa modehuset Tom Ford SA för 2,8 miljarder amerikanska dollar, affären förväntas slutföras under första halvåret av 2023.